# Square Édouard-Vaillant
Ne doit pas être confondu avec Avenue Édouard-Vaillant (Paris).
Le square Édouard-Vaillant est un jardin public du 20e arrondissement de Paris.

## Situation et accès
Le square Édouard-Vaillant est situé entre la mairie du 20e arrondissement et l'hôpital Tenon, au milieu de l'espace défini par l'avenue Gambetta, la rue de la Chine, la rue Belgrand et la rue du Japon, avec une entrée sur chacune des voies.
Il est desservi à proximité par les lignes de métro 3 et 3 bis à la station Gambetta.

## Origine du nom
Le square porte le nom d'Édouard Vaillant (1840-1915), député de la circonscription et élu conseiller municipal en 1884.

## Historique
Le square a été créé en 1879 et s'est d'abord appelé « square Tenon », puis prit plus tard le nom d'Édouard Vaillant (1840-1915), député de la circonscription et élu conseiller municipal en 1884.

## Aménagements et mobilier
Parmi les éléments composant le square se trouvent un kiosque à musique en son centre et des serres, le socle du buste du docteur Métivier (en bronze, fondu sous l'Occupation), ainsi qu'une statue de Léon Gambetta constituant une partie du monument à Léon Gambetta réalisé par Jean-Paul Aubé.

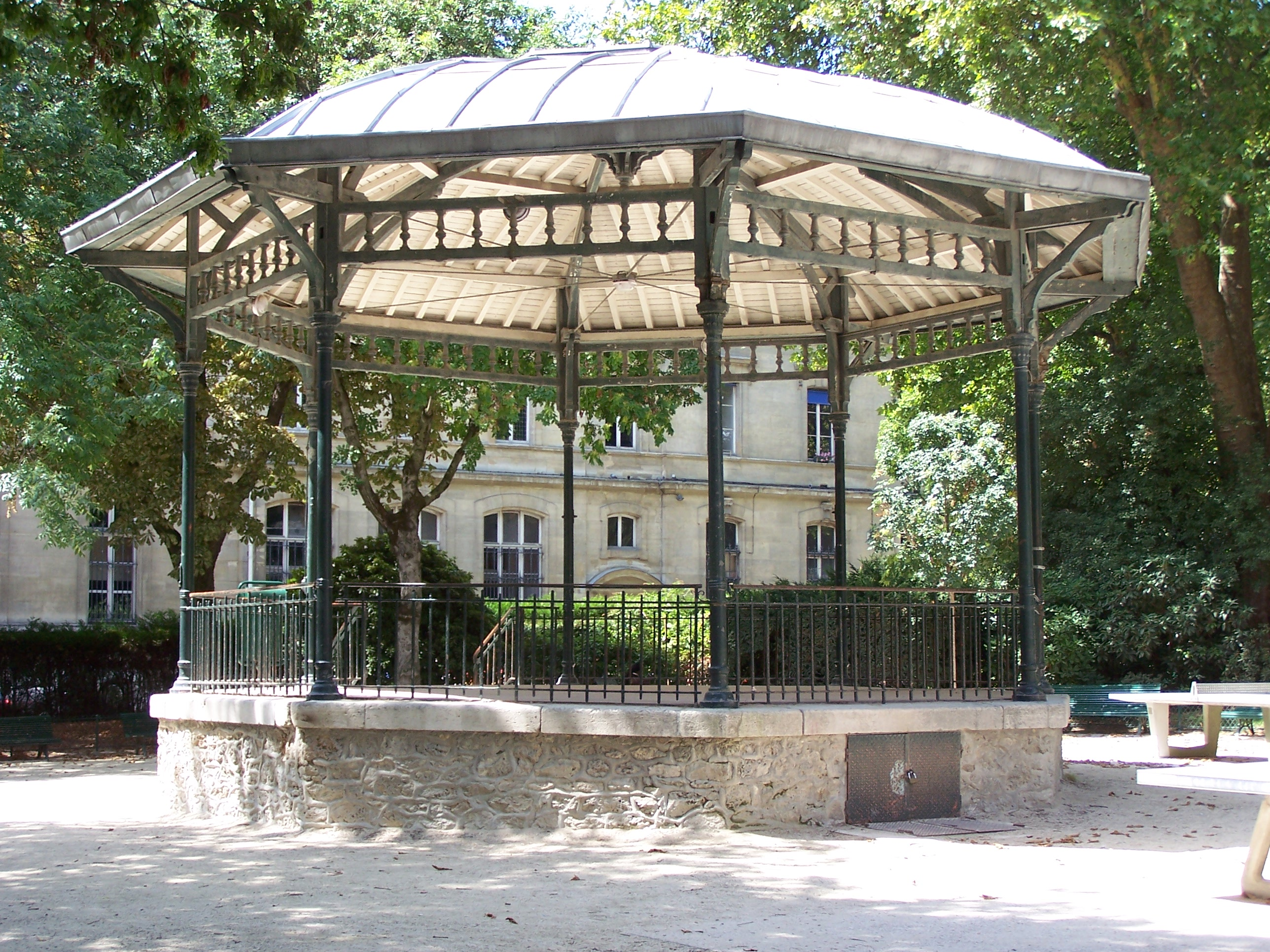
Le kiosque à musique.
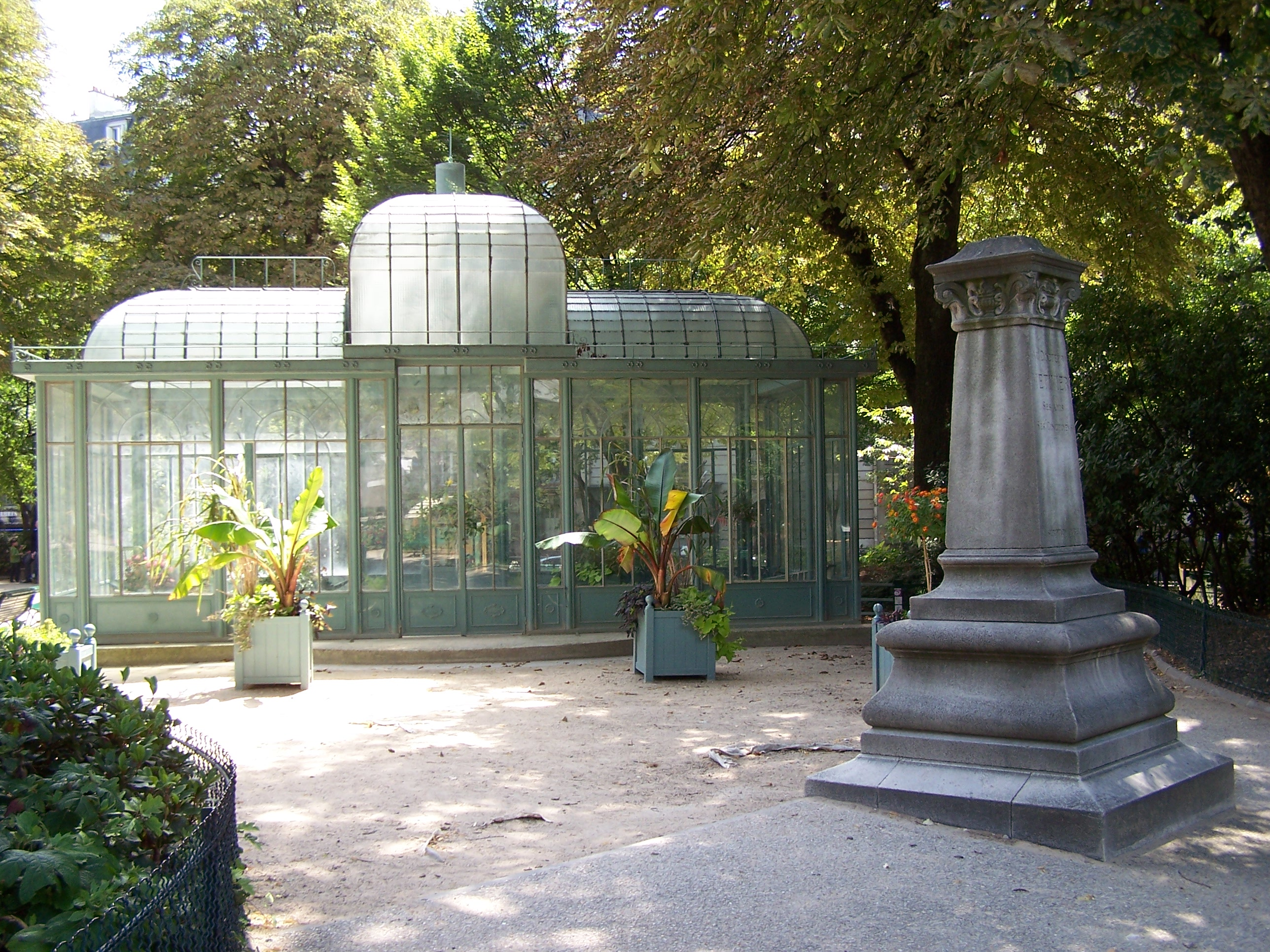
Les serres. Le socle du buste du docteur Métivier est visible au premier plan.
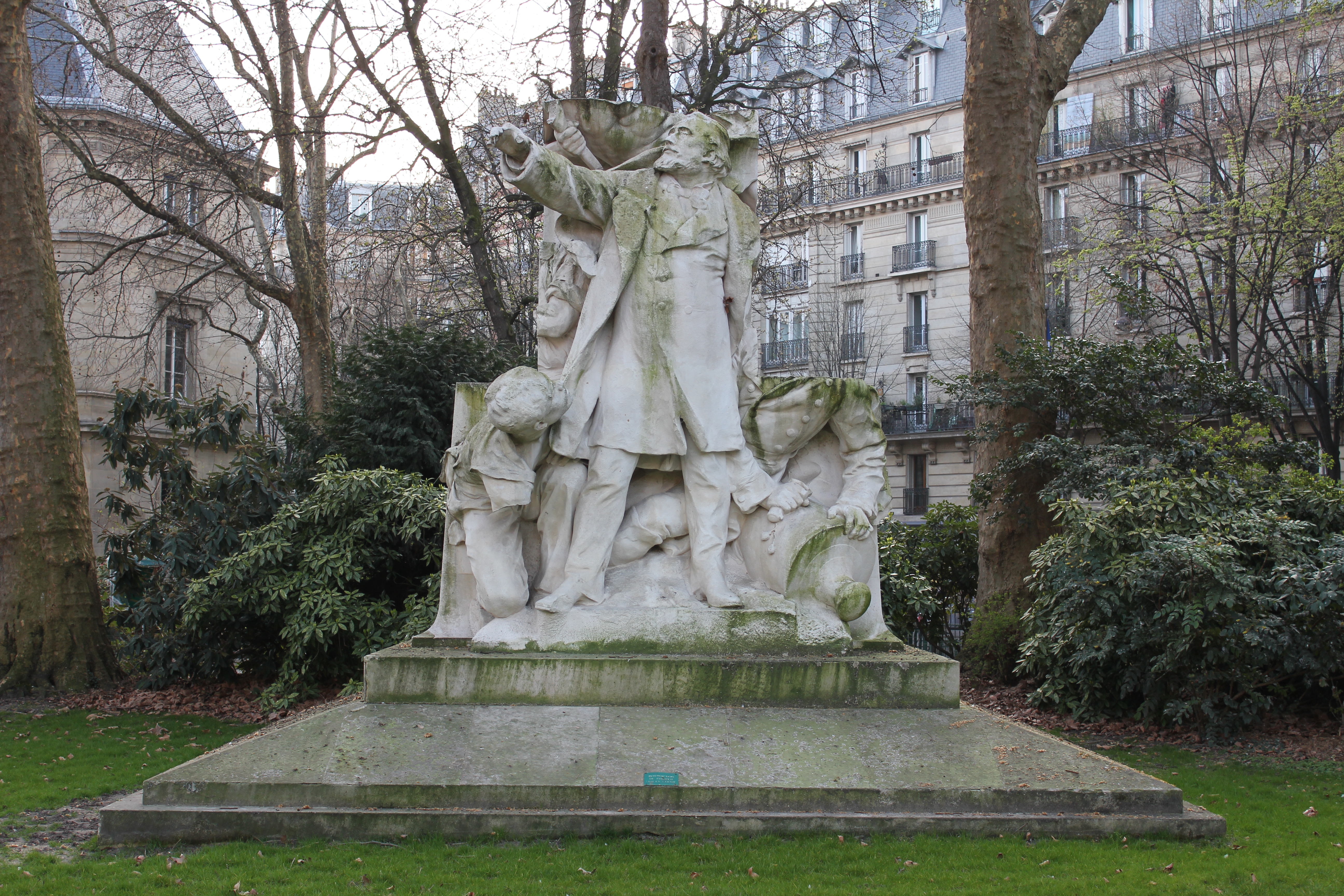
Statue à Léon Gambetta.

## Botanique
- Marronnier d’Inde, classé arbre remarquable de Paris, hauteur 26 m, circonférence 380 cm[2].
- Noisetier de Byzance, classé arbre remarquable de Paris, planté en 1916, hauteur 16 m, circonférence 160 cm[2].
- Platane commun, classé arbre remarquable de Paris, planté en 1880, hauteur 28 m, circonférence 500 cm[2].